# Кудрявцева, Татьяна Владимировна
Татья́на Влади́мировна Кудря́вцева (Дмитриева; род. 10 декабря 1960) — российский антиковед, доктор исторических наук, профессор (2012), заведующая кафедрой всеобщей истории РГПУ им. А. И. Герцена (с 2008).

## Биография
Окончила школу № 1 г. Сочи (1978) и с отличием исторический факультет Ленинградского государственного университета, где училась в 1979—1984 годах, выпускница кафедры истории Древней Греции и Рима.
Окончила аспирантуру той же кафедры, где училась в 1986—1990 годах, с защитой кандидатской диссертации «Чрезвычайные полномочия римских полководцев как источник императорской власти в Риме» в диссертационном совете Ленинградского государственного университета.
В 1986—1987 годах учитель истории в школе № 336. В 1987—1989 годах преподаватель латинского языка в ЛСГМИ.
В 1990—2003 годах учитель латинского языка в Санкт-Петербургской классической гимназии № 610, преподавала также историю и древнегреческий язык.
В 2006—2008 годах — докторантура СПбГУ по кафедре истории Древней Греции и Рима, на следующий год защитила в РГПУ докторскую диссертацию «Народный суд и афинская демократия» (научный консультант Э. Д. Фролов).
С 1996 года доцент, с 1 июня 2009 года — заведующая кафедрой всеобщей истории РГПУ им. А. И. Герцена. Член диссертационых советов РГПУ и СПбИИ РАН. Звание доцента присвоено ВАК в 2002 году. С 2009 года также читает лекции по истории России в Санкт-Петербургской государственной консерватории. Подготовила 3 кандидатов наук.
Состоит в Российской ассоциации антиковедов и Российском обществе интеллектуальной истории.
Автор более 75 работ, в том числе монографии «Народный суд в демократических Афинах» (СПб.: Алетейя, 2008). Публиковалась в Петербургском историческом журнале.
Цитаты
- «...Источники скажут не то, если толковать их вне и без учета того социально-политического контекста, в котором они создавались».